# 御前崎市牧之原市学校組合立御前崎中学校
御前崎市牧之原市学校組合立御前崎中学校（おまえざきしまきのはらしがっこうくみあいりつ おまえざきちゅうがっこう）は、静岡県牧之原市にある組合立の公立中学校。校名に「御前崎」を冠しているが、牧之原市新庄に住所を置いている。略称および愛称は、御中（おんちゅう）。

## 概要
御前崎市と牧之原市の2市からなる一部事務組合「御前崎市牧之原市学校組合」が設置している中学校である。静岡県最南端に位置している。牧之原市立地頭方小学校、御前崎市立御前崎小学校、御前崎市立白羽小学校の3校を学区としている。
毎年5月には全校生徒が御前崎サンビーチを訪れ海岸清掃をする。これは御前崎サンビーチがウミガメの産卵地であり、ウミガメの産卵時期に海岸清掃をすることでウミガメが安心してたまごを産めるようにするためである。
1963年から2022年にかけ、長野県木曽郡王滝村にある「王滝村立王滝中学校」と姉妹校を結んでいた。

## 沿革
- 1963年（昭和38年）7月 - 王滝村立王滝中学校と姉妹校を締結[6]。
- 1970年（昭和45年）
  - 4月1日 - 御前崎中学校・地頭方中学校・白羽中学校を統合し、御前崎町相良町学校組合立御前崎中学校として開校。3校で分散授業を開始[7]。
  - 5月19日 - 校章を制定[7]。
- 1972年（昭和47年）
  - 5月26日 - 新校舎竣工式を挙行[7]。
  - 6月1日 - 新校舎での授業を開始[7]。
- 1973年（昭和48年）
  - 3月14日 - 校歌を制定[7]。
  - 4月28日 - 体育館竣工式を挙行[7]。
- 1976年（昭和51年）9月27日 - プールを落成[7]。
- 1980年（昭和55年）10月 - 環境衛生優良学校、学校給食文部大臣表彰[7]。
- 1984年（昭和59年）3月30日 - 第2運動場を設置。格技場竣工式を挙行[7]。
- 1990年（平成2年）
  - 2月24日 - 新技術棟を落成[7]。
  - 12月10日 - パソコン教室を設置[7]。
- 2004年（平成16年）
  - 4月1日 - 榛原郡御前崎町と小笠郡浜岡町の合併に伴い、「御前崎市相良町学校組合立御前崎中学校」に改称[7]。
- 2005年（平成17年）10月11日 - 榛原郡相良町と同郡榛原町の合併に伴い、「御前崎市牧之原市学校組合立御前崎中学校」に改称[7]。
- 2008年（平成20年）2月29日 - 新体育館の竣工式を挙行[7]。
- 2013年（平成25年）4月 - 特別支援学級（肢体不自由）を開設[7]。
- 2022年（令和4年）3月31日 - 王滝中学校の休校に伴い、姉妹校としての交流活動を終了[6]。

## 教育目標
- 思いやる
  - 生徒像 - 自他ともに思いやる生徒

出典：

## 部活動
2023年度より任意加入となった。

### 運動部
ソフトテニス部、バスケットボール部、卓球部は男女別に設けられている。
- 野球部 - 全国大会には1977年と2016年に出場している[7]。
- ソフトボール部
- サッカー部
- バレーボール部
- バスケットボール部
- 卓球部
- ソフトテニス部
- 剣道部 - 全国大会には1971年・1975年・1979年・1981年・1982年・2013年・2014年の計7回出場している[7]。
- 弓道部

出典：

### 文化部
- 吹奏楽部

出典：

### 廃部した部活動
- 弓道部[7][9]

## 施設概要
主な施設を掲載。
- 校舎
  - 南棟 - 1972年竣工[12]の鉄筋コンクリート造3階建て。
  - 北棟 - 1972年竣工[12]の鉄筋コンクリート造3階建て。
  - 技術棟 - 1990年竣工[7]の鉄筋コンクリート造2階建て。
- 体育館（延床面積：1,854.615 m2） - 2008年竣工の鉄骨造2階建て。海が近いことから、屋根はステンレス鋼板の縦ハゼ葺きとし、外壁は押出成形版を採用して塩害対策を施した[2]。
- 格技場 - 1984年竣工[12]。
- プール - 1976年竣工[7]。
- グラウンド
  - 第1グラウンド（メイングラウンド）
  - 第2グラウンド（サブグラウンド）
- テニスコート
- 弓道場 - 弓道部の廃部に伴い、2021年に的場の屋根が撤去された[13]。
- 部室

旧耐震基準で建設された南棟と北棟は、1984年に耐震補強工事を施している。

## 学区
- 牧之原市
  - 新庄
  - 堀野新田
  - 笠名
  - 落居
  - 地頭方
- 御前崎市
  - 御前崎
  - 白羽

出典：

## 進学前小学校
- 牧之原市立地頭方小学校（牧之原市地頭方）[3]
- 御前崎市立御前崎小学校（御前崎市御前崎）[4]
- 御前崎市立白羽小学校（御前崎市白羽）[4]

## アクセス

### バス
- 「堀野新田東」バス停（しずてつジャストライン）から徒歩で約13分
- 「遠渡」バス停（しずてつシャトルライン）から徒歩で約15分

## 周辺
- 牧之原消防署地頭方出張所
- 養源寺

## 著名な出身者
- 新浦壽夫（野球解説者、元プロ野球選手）3年生のとき静岡市立安倍川中学校から転入、野球部エースとして県南部大会で優勝した[14]。